# Rivoluzione borghese

La libertà che guida il popolo, Eugène Delacroix, 1830.

La rivoluzione borghese (a volte chiamata "rivoluzione democratico-borghese") è un termine usato sia nell'ambito storiografico che più specificatamente nelle teorie politiche socialiste (in particolare nel marxismo, trockismo, leninismo e altre) per indicare una rivoluzione sociale in cui vi è una dominante componente borghese. Ad essa si contrappone la rivoluzione proletaria.

## Descrizione
La rivoluzione borghese mira a rovesciare gli antichi sistemi feudali (il cosiddetto Ancien Régime) e depotenziare la nobiltà e il clero, al fine di instaurare uno stato borghese non assolutistico. Tali sono considerate dalla maggior parte degli storici la gran parte delle rivoluzioni avvenute nei secoli XVII, XVIII e XIX.
Gli obiettivi solitamente erano: la creazione di una 'nazione' (nel caso di una colonia, l'ottenimento dell'indipendenza) dotata della forza della legge e capace di essere democratica, con una certa sovranità popolare e soprattutto borghese, l'abolizione della servitù e della schiavitù

### Nelle teorie socialiste
Col susseguirsi delle rivoluzioni industriali, le rivoluzioni proletarie avrebbero gradualmente preso il posto di quelle borghesi, attuate direttamente da tutto il popolo in maniera violenta e spesso improvvisa (di cui fu l'archetipo la comune di Parigi del 1870).
Nel marxismo-leninismo la rivoluzione borghese (e la creazione dello 'stato borghese') corrisponde al primo delle due "fasi" della progressione verso il comunismo.
Proprio in merito a quale 'tipo' di rivoluzione si sarebbe svolta nel futuro e rispetto alla quale come ci si sarebbe dovuti porre, nell'impero russo si sviluppò uno scontro molto ampio tra alcuni ideologi: Lev Trockij sosteneva che vi sarebbe stata anzitutto una 'rivoluzione borghese' e che si dovesse cooperare con essa arrivando a estendere la rivoluzione socialista anche agli altri stati europei (la cosiddetta rivoluzione permanente), mentre altri come Lenin sostenevano che si dovesse restare all'opposizione di eventuali primi moti borghesi per poi procedere a una 'rivoluzione proletaria' e instaurare una dittatura del proletariato.

## Esempi
Storicamente diverse sono state le "rivoluzioni borghesi", elencate in ordine di consesso tra gli storici:
- Prima rivoluzione francese (1789)
- Moti europei del 1848 (1848-1849)
- Rivoluzione americana (1776 - 1783)
- Rivoluzione Inglese e Bill of Rights (1642 - 1689, dibattito in corso)
- Rivoluzione olandese (1568 - 1648)
- Seconda rivoluzione francese (1830)
- Rivoluzione dei Giovani Turchi (1908)